# ارتش جمهوری بوسنی و هرزگوین
ارتش جمهوری بوسنی و هرزگوین (بوسنیایی: Armija Republike Bosne i Hercegovine, ARBiH) ارتشی بود که توسط دولت بوسنی و هرزگوین در سال ۱۹۹۲ و در پی آغاز جنگ بوسنی تشکیل شد. پس از پایان جنگ و موافقت‌نامه دیتون این ارتش به ارتش فدراسیون بوسنی و هرزگوین تبدیل شد. این ارتش تنها ارتشی بود که در قلمرو بوسنی و هرزگوین توسط سایر دولت‌ها به‌رسمیت شناخته شد.